# Doble mandat
Un doble mandat és el pràctica en què una mateixa persona ocupa més d'un càrrec electe o públic alhora.
Per exemple, si un candidat és elegit alcalde d'un poble o guanya un escó en una col·lectivitat en una elecció, i després la mateixa persona guanya un escó en l'assemblea legislativa estatal o provincial en una altra elecció general, es tracta d'un doble mandat.
A vegades, la llei prohibeix el doble mandat. Per exemple, als estats federals, les persones que ocupen càrrecs federals no poden ocupar-ne d'estatals. Als estats amb separació de poders, els membres dels braços executiu, legislatiu i judicial són diferents, ja siguin càrrecs electes o no. Als estats amb assemblees bicamerals, no es pot ser membre d'ambdues cambres alhora. El titular d'un càrrec que sigui elegit a un altre en què el doble mandat estigui prohibit ha de deixar el càrrec que té o rebutjar el nou.